# En lille engel
En liten ängel är ett studioalbum från 1997 av det svenska dansbandet Thorleifs. Vissa av sångerna är på danska, de andra på svenska.

## Låtlista
1. Nyd livet
2. Se mej i ögonen
3. Hvem behøver guld og penge
4. Om du bara ville ringa mej
5. Følg mig
6. Utan dej
7. En lille engel
8. Oh Josefin, Josefin
9. Jag skall vänta
10. I dina blåa ögon
11. Alla underbara stunder
12. Mari'
13. Det var du
14. För vingarna bär